# Peter Belli
Peter Belli, född Georg Peter Brandt den 19 juni 1943 i Kiel, Tyskland, död 8 juni 2023, var en dansk sångare och skådespelare. Han släppte ett stort antal soloskivor och hade framgångar på Dansktoppen. Han medverkade också i flera filmer och TV-serier, inklusive Ugeavisen och TAXA, och lånade ut sin röst till flera tecknade serier, bland annat till orangutangen Louie i Luftens Hjältar.

## Karriär
Belli debuterade som sångare 1959. Senare gick han med i gruppen Les Rivals, vilket blev en framgång, inte minst med deras framträdande i Hit House. Bland annat turnerade de i Finland och Skottland. Belli hade flera hittar på Dansktoppen och deltog flera gånger i danska Melodi Grand Prix (1982, 1989, 1996), men utan att vinna. Under åren blev det ett stort antal inspelningar.

## Övrigt
På skivan Det bli'r aldrig som det var i... från 1975 sjunger han en dansk version av låten "Här Hemma" som är skriven av Errol Norstedt som sedan blev känd som Eddie Meduza.